# Barbara Harwas-Napierała
Barbara Harwas-Napierała (ur. 17 października 1947 w Poznaniu, zm. 26 października 2023) – psycholog, doktor habilitowany nauk humanistycznych, profesor Uniwersytetu im. Adama Mickiewicza w Poznaniu.

## Życiorys
Córka filozofa Edmunda Harwasa i Tomiry Suwały. W 1970 ukończyła ówczesny Wydział Filozoficzno-Historyczny UAM. Została zatrudniona na stanowisku asystenta w Instytucie Psychologii UAM. W 1975 uzyskała stopień doktora nauk humanistycznych w zakresie psychologii na podstawie rozprawy pt. Nastawienie na zagrożenia społeczne a niektóre formy treningu wychowawczego w rodzinie (promotor Maria Tyszkowa).
W 1987 uzyskała stopień doktora habilitowanego na podstawie rozprawy Czynniki społeczno-rodzinne w kształtowaniu lęku u młodzieży. W latach 1993–2017 pełniła funkcję kierownika Zakładu Psychologii Rozwoju Człowieka i Badań nad Rodziną w Instytucie Psychologii UAM. Wypromowała pięciu doktorów: Lucynę Bakierę, Katarzynę Palus-Adamczyk, Marię Błażejczyk, Izabelę Stankowską i Anitę Głód-Mikołajczak.
W 1991 wyjechała na staż zagraniczny związany z realizacją badań na temat rodzinnych uwarunkowań kształtowania się ról związanych z płcią (Hungarian Academy of Sciences, Budapeszt, Węgry). W 1994 współpracowała z Abo Academy w Finlandii – Rodzinne uwarunkowania kształtowania się ról związanych z płcią. Współpracowała m.in. z Polskim Towarzystwem Pediatrycznym i Wielkopolskim Stowarzyszeniem Pomocy Dziecku, Ojcu i Rodzinie. W 2004 była ekspertem V i VI, a w 2007 VII Programu Ramowego Unii Europejskiej.
Była członkiem Rady Redakcyjnej „Kwartalnika Polskiej Psychologii Rozwojowej”.
Żona ekonomisty Jerzego Napierały. Miała dwoje dzieci: Katarzynę i Piotra.

## Książki
- Barbara Harwas-Napierała, Nieśmiałość dziecka PWN, Poznań, 1979 UAM.
- Barbara Harwas-Napierała, Czynniki społeczno-rodzinne w kształtowaniu się lęku u młodzieży, 1987 Poznań UAM.
- Barbara Harwas-Napierała, Nieśmiałość dorosłych. Geneza-Diagnostyka-Terapia, Humaniora, Poznań 1995.
- Barbara Harwas-Napierała Rodzina a rozwój człowieka dorosłego, Wyd. Nauk. UAM, 2003
- Barbara Harwas-Napierała; Janusz Trempała Psychologia rozwoju człowieka. Tom 2. Charakterystyka okresów życia człowieka, Wydawnictwo Naukowe PWN 2000, Warszawa.
- Barbara Harwas-Napierała; Janusz Trempała Wiedza z psychologii rozwoju człowieka w praktyce społecznej, Wydawnictwo Naukowe UAM.
- Barbara Harwas-Napierała; Janusz Trempała, Psychologia rozwoju człowieka. Tom 3. Rozwój funkcji psychicznych, Wydawnictwo Naukowe PWN 2003, Warszawa.
- Barbara Harwas-Napierała, Komunikacja interpersonalna w rodzinie, Wydawnictwo Naukowe Uniwersytetu im. Adama Mickiewicza, Wydawnictwo Naukowe UAM 2008 (wydanie II poszerzone)
- Barbara Harwas-Napierała, Hanna Liberska, Tożsamość a współczesność 2007, Poznań UAM.
- Barbara Harwas-Napierała (red.), Rodzina jako wartość w rozwoju człowieka, Wydawnictwo Naukowe UAM Poznań 2009.
- Barbara Harwas-Napierała, Dorosłość jako spełnienie. Drogi i zagrożenia rozwoju człowieka w okresie dorosłości, Libron Filip Lohner, Kraków 2012.
- Barbara Harwas-Napierała, Lucyna Bakiera (red.), Wzory osobowe w życiu człowieka, Wydawnictwo Naukowe UAM, Poznań 2016.
- Barbara Harwas-Napierała, Lucyna Bakiera (red.), Oblicza współczesnej rodziny. Wybrane aspekty, Wydawnictwo Naukowe UAM, Poznań 2018.